# Nicola Filotesio

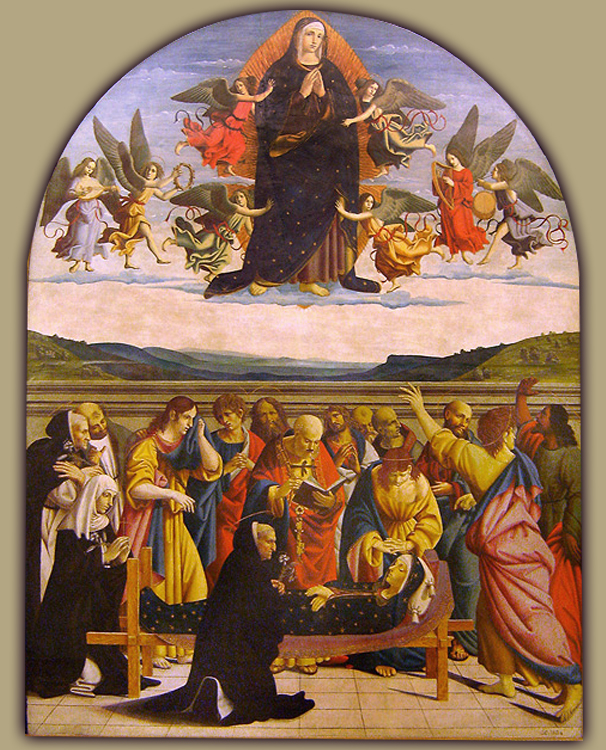
Cola dell'Amatrice, Dormitio Virginis, Musei Capitolini

Nicola Filotesio, detto Cola dell'Amatrice (Amatrice, 9 settembre 1480 o 1489 – Ascoli Piceno, 31 agosto 1547 o 1559), è stato un pittore, architetto e scultore italiano.

## Biografia

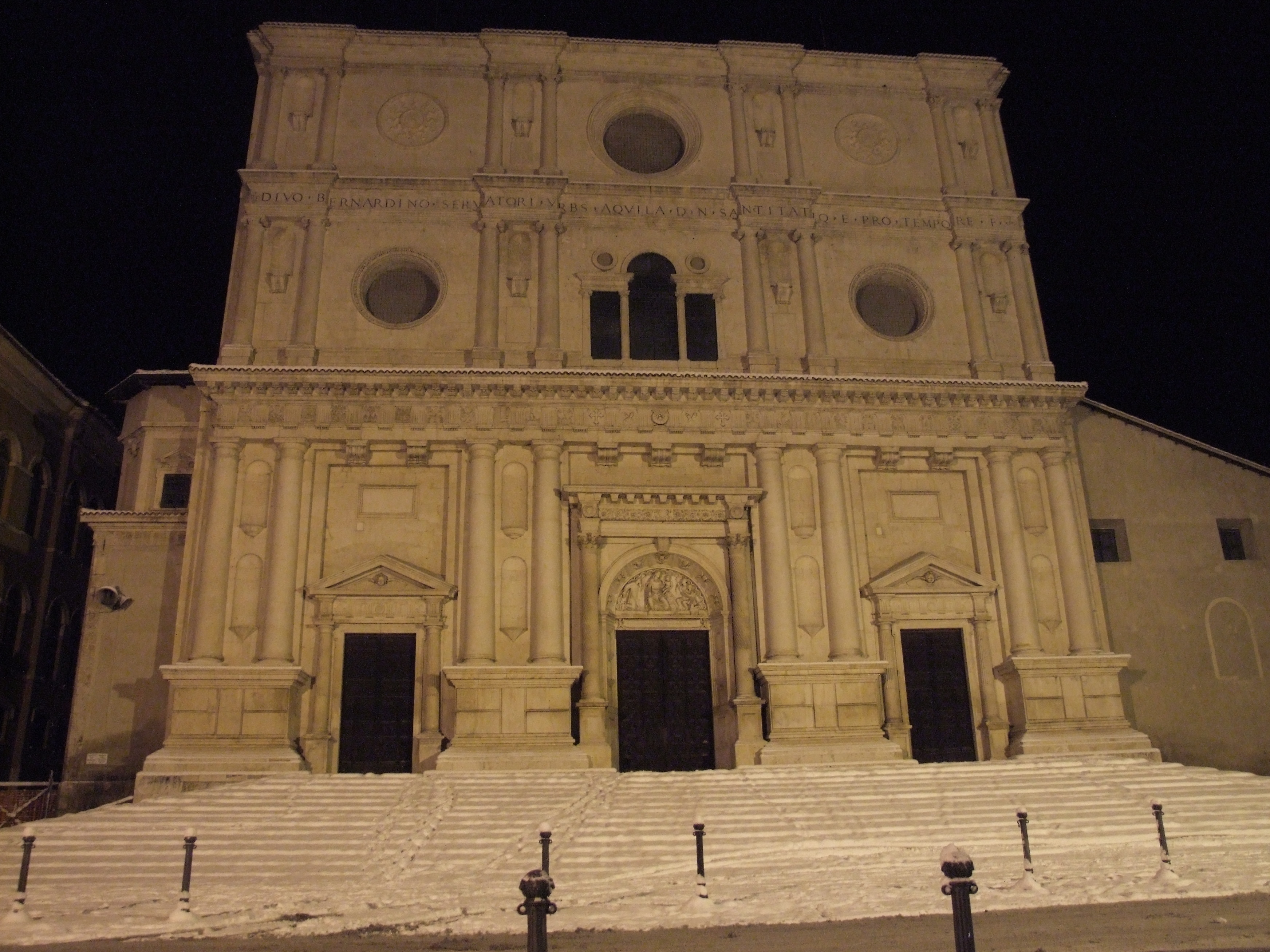
Facciata della basilica di San Bernardino (L'Aquila).

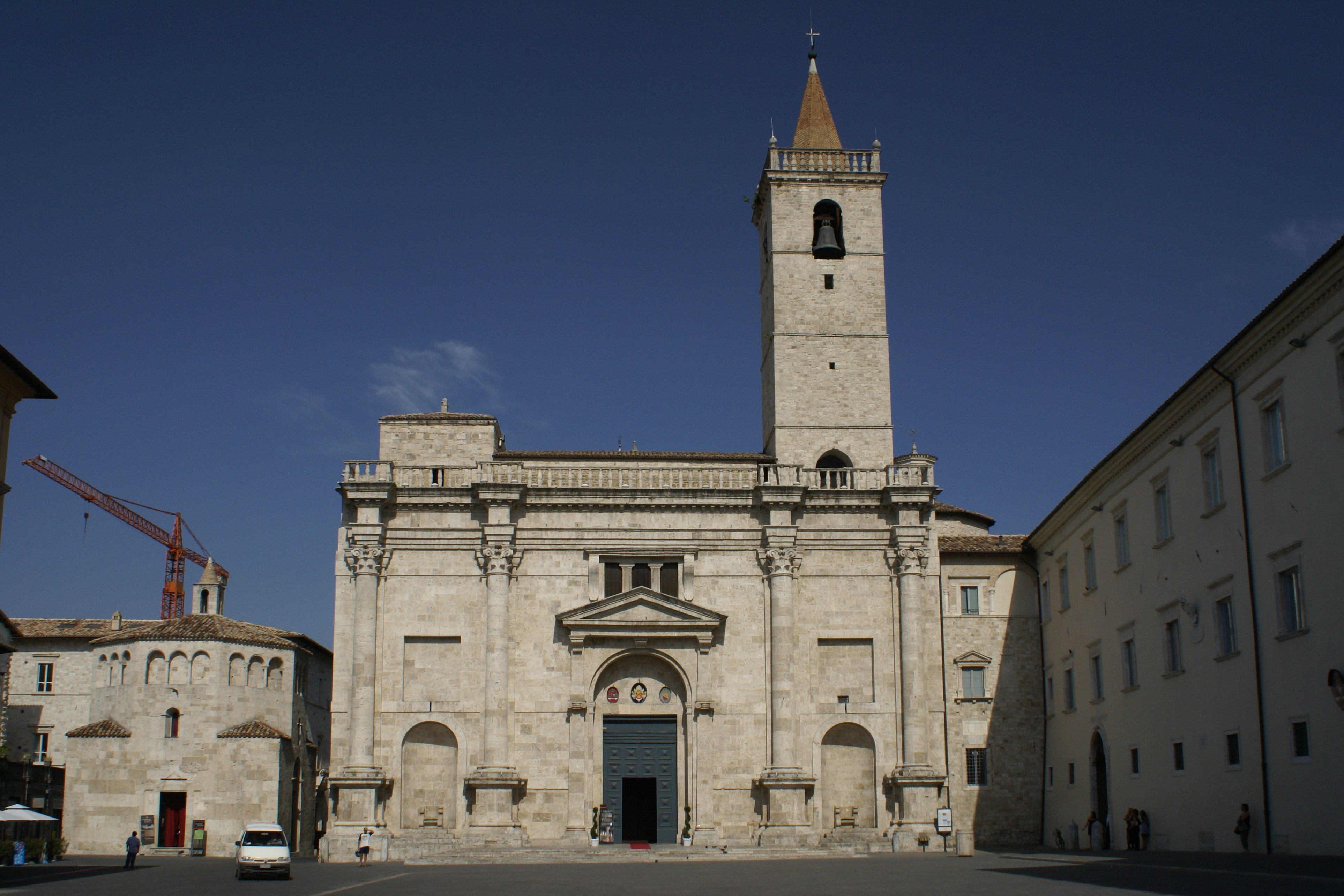
Facciata del duomo di Ascoli Piceno.

Figlio di Mariano Filotesio, questo artista è meglio conosciuto come Cola dell'Amatrice. Era nato nel 1489 (o intorno al 1480), a Filetta, presso Amatrice, un borgo controllato dagli aquilani, all'estremità settentrionale del Regno di Napoli ed oggi ricompreso nella provincia di Rieti.
Nelle cronache a noi pervenute è indicato come persona freneticamente dedita al lavoro creativo; ma al tempo stesso come figura tormentata e complessa. Cola operò in diverse località dell'Italia Centrale, ma si formò e lavorò principalmente nella città marchigiana di Ascoli Piceno. Non fu allievo di Dionisio Cappelli, come molti credono. I suoi grandi affreschi ricordano le opere raffaelliane. La sua impronta contraddistingue il vigore della nuova edilizia dell'Ascoli rinascimentale, in particolare nei disegni di alcune finestre.
Isolato dai più grandi centri urbani del tempo e poco valorizzato dalla ristrettezza del suo ambiente, mantenne comunque un forte legame con la sua città natale, tanto da firmare le sue opere come Cola Amatricius, nome con cui fu conosciuto dai più. Dai dipinti giovanili si può notare una formazione che trae le radici dalla cultura umbro-romana, a cui si unirono elementi specifici di quella abruzzese.
I suoi primi lavori furono il polittico per la chiesa di San Bartolomeo alle Piagge, vicino ad Ascoli Piceno (1509), la Pala di Campli (1510), la Pala di Folignano (1512) e la Pala di San Vittore (1514).
Giunse ad Ascoli Piceno nei primi anni del XVI secolo, con la speranza di affermarsi dopo la scomparsa di Carlo Crivelli, e assunse come aiuto Guidotto, nipote dell'orafo Pietro Vannini. Si impegnò nel 1516 a dipingere, entro due anni, una tavola per l'altare maggiore della chiesa di San Francesco per 250 ducati d'oro (lo stesso anno a Perugia, Raffaello Sanzio per una pala venne ricompensato con 200 ducati). Fermatosi ormai stabilmente ad Ascoli Piceno, acquistò una casa da Giovanni Albanese detto "Re di Coppe", per 140 ducati, ottenendo così la residenza e la cittadinanza ascolana nel 1518. Nello stesso periodo sposò Maria, giovane fanciulla rinomata in città per la sua bellezza.
Già con la pala di San Vittore si erano cominciati a vedere importanti miglioramenti; ma è a partire dal 1519 che raggiunse la piena maturità con La sacra famiglia e con L'assunzione e i quattro Santi.
Tra il 1518 e il 1533 Cola si dedicò più attivamente all'architettura; venne a contatto con il Bramante, al seguito di Alberto da Piacenza, e con il suo allievo Raffaello Sanzio, di cui poté sperimentare l'arte nel territorio ascolano, ricco di testimonianze del periodo romano.
Dopo vari lavori di restauro nella città di Ascoli, nel 1525 realizzò la facciata della basilica di San Bernardino a L'Aquila, modificando un progetto di Michelangelo Buonarroti della chiesa di San Lorenzo che non fu mai realizzata (ne resta però un modello in legno); si suppone che il modello sia stato offerto a Nicola dallo stesso Michelangelo, ma nessuna fonte scritta lo testimonia. Cola decise poi di trasferirsi a L'Aquila dal 1527 al 1529, aprendo una bottega.
Nel 1529 venne richiamato ad Amatrice, sua città natale, vittima del sacco degli spagnoli in conseguenza dei conflitti tra Aragonesi e Angioini: il consigliere di guerra Alessandro Vitelli lo incaricò di ricostruire la città. Nicola poté così cimentarsi anche nell'ingegneria urbanistica, appresa, insieme all'architettura, sul campo piuttosto che dai libri (già nel 1525 aveva ristrutturato l'acquedotto di Ascoli Piceno), vista l'impossibilità di accedere ai rari manoscritti del suo tempo.
Tornato nuovamente ad Ascoli, nel 1532 divenne direttore dei lavori per la facciata del Duomo cittadino.
Il Natale del 1535 fu un periodo difficile per la città di Ascoli, infatti il Papa inviò un contingente militare guidato dal commissario pontificio Quieti, per catturare Astolfo Guiderocchi, amico di Cola, reo di aver ucciso sotto i suoi occhi Michele Recchi di Castignano. Non riuscendo nel tentativo e vista la resistenza della nobiltà ascolana, Quieti dette fuoco al Palazzo dei Capitani del Popolo, in cui si erano rintanati gli ascolani. Nel rogo (a cui scampò Vincenzo Parisani detto "il Malizia", capo dei rivoltosi), tutto venne bruciato (anche l'archivio comunale), tranne un crocifisso di legno che rimane illeso. Alcuni giorni dopo, il vescovo nominò proprio Cola come uno degli esperti incaricati di verificare l'autenticità del sangue che, secondo alcune voci, sarebbe miracolosamente uscito dal costato del crocifisso. Gli eventi cittadini colpirono da vicino Cola solo pochi mesi dopo, il 10 marzo 1536, quando il papa Paolo III decise di bandire dalla città tutti i sostenitori di Guiderocchi. Nicola, essendo amico del ricercato, decise di fuggire insieme alla moglie. Poco fuori dalla città di Ascoli, in prossimità del Torrente Chiaro, i due si resero conto di essere inseguiti dalle guardie, attratti più dalla bellezza della donna che da Nicola: per salvare l'onore e il marito, Maria decise di buttarsi da un'altura.
(così scrive Giorgio Vasari, che aveva appreso l'episodio sulla vita di Cola, dal suo amico e concittadino Pietro Camaiani, vescovo di Ascoli dal 1566 al 1579)
Nel 1537 si occupò di progetto e realizzazione della diga di Biselli (Norcia). Il crollo della diga nel 1540 costrinse Nicola a difendersi da richieste di risarcimento e dalle immancabili critiche.
Partecipò alla costruzione della Rocca Paolina, a Perugia a partire dal 1542. Forse nello stesso anno lavorò a Città di Castello affrescando stanze, lunette e volte nel palazzo Vitelli alla Cannoniera, ora sede della Pinacoteca di Città di Castello. Nel 1549, in una delle sue ultime fatiche, gli venne affidata la costruzione del nuovo portale monumentale del Palazzo dei Capitani del Popolo di Ascoli.

## Opere
- Polittico di Piagge, Ascoli Piceno, Pinacoteca Civica (1509)
- Pala di Campli (1510)
- Pala di Folignano (1512)
- Pittura dei soffitti della residenza del cardinal Raffaele Riario, Roma (1513)
- Pala di San Vittore, Ascoli Piceno, Museo Diocesano (1514)
- Tavola per l'altare maggiore della Chiesa di San Francesco, Ascoli Piceno (1516)
- Facciata posteriore del Palazzo dei Capitani del Popolo, Ascoli Piceno
- La sacra famiglia, Pinacoteca Vaticana (1519)
- L'Assunzione e i quattro Santi
- Madonna col bambino e i Santi G. Battista, Rocco e Sebastiano
- Cristo in casa di Marta e Maddalena
- Portale laterale della Chiesa di San Pietro Martire, Ascoli Piceno (1523)
- Restauro della "Cartiera Papale", Ascoli Piceno (1525)
- Restauro dell'acquedotto pubblico, Ascoli Piceno (1525)
- Facciata della basilica di San Bernardino, L'Aquila (1525)
- Ricostruzione della città di Amatrice (1529)
- Facciata del Duomo di Ascoli Piceno (1532)
- Andata al Calvario (1533)
- Progetto e supervisione della realizzazione della diga di Biselli, Norcia (1537)
- Costruzione (come terzo architetto) della Rocca Paolina, Perugia (1542)
- Affreschi a Palazzo Vitelli alla Cannoniera Città di Castello
- Portale monumentale del Palazzo dei Capitani del Popolo, Ascoli Piceno (1549)
- Taccuino, raccolta di 29 fogli riguardanti disegni, schizzi e appunti, Biblioteca Comunale di Fermo
- Progetto della facciata della chiesa di Santa Maria della Carità (1532), Ascoli Piceno
- Realizzazione della Loggia dei Mercanti
- Quadro della Madonna Dell'Arco, frazione Mozzano di Ascoli Piceno

Ancora oggi, sono considerate di dubbia attribuzione la realizzazione della Loggia dei Mercanti, parte del Palazzo dell'Episcopio e Palazzo Malaspina (Ascoli Piceno), nonché la sua partecipazione al restauro della Cartiera Papale.